# 飯野陣屋
飯野陣屋（いいのじんや）は、千葉県富津市にあった陣屋。飯野藩の藩庁が置かれた。

## 概要
飯野陣屋は飯野藩の藩庁が置かれていた、富津市の小糸川下流に広がる沖積平野上にある陣屋である。構造的には本丸・二の丸・三の丸がある東側の内邸（うちやしき）と西側の外邸（そとやしき）に分けられる。
創建年代については諸説あるが、飯野藩の藩主であった保科氏が加増の結果、大名となった1648年に創建されたとの説が有力である。総面積は約17万6000m2と陣屋としては規模が大きく、日本三大陣屋のひとつとされており、また構造的に防衛を考慮された城郭的色彩が強い点などから、江戸時代以前に既存の城郭があって、飯野藩の成立後に増改築がなされたとの説もある。
廃藩置県後、飯野陣屋は一時飯野県の県庁として利用されたが、飯野県が木更津県に合併された後は利用されることもなく、陣屋内に居住していた旧飯野藩士もやがて離散し、遺棄された。陣屋当時の建物はすでに無いが、濠と土塁は良く残されており、特に保存状態の良い内邸を囲む外濠が千葉県の史跡に指定（1967）されている。

## 飯野陣屋の構造

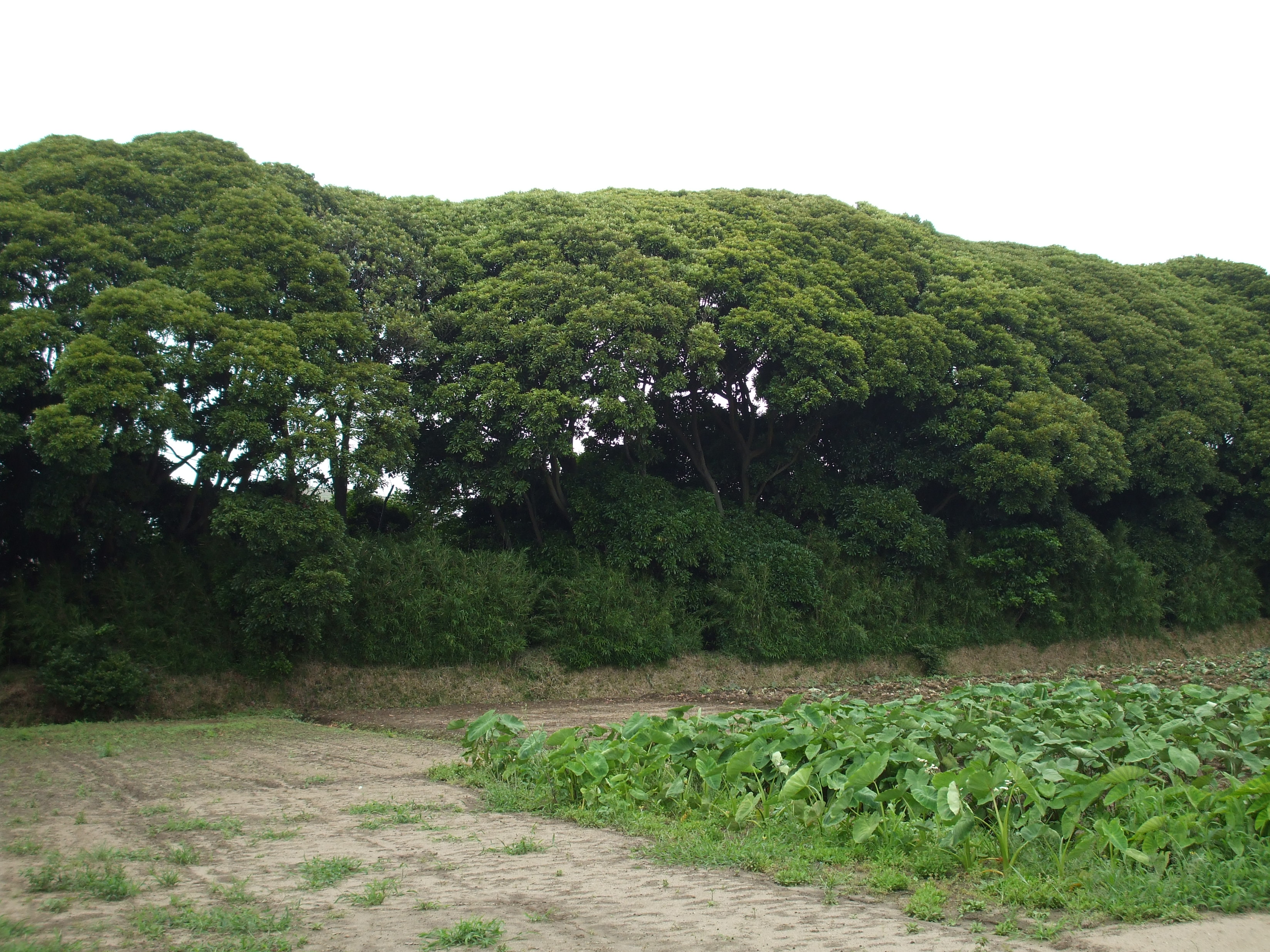
飯野陣屋の敷地内から見た三の丸北側土塁

飯野陣屋は富津市の小糸川下流に広がる標高約7メートルから8メートルの沖積平野上にある。後述するように飯野陣屋は古墳時代に築造された内裏塚古墳群の中に造られており、古代の古墳は沖積平野上に残るかつての砂丘跡である微高地に造られたと考えられているが、飯野陣屋全体としては築造当初、敷地の多くは低湿地帯であったと考えられている。陣屋の規模は南北約280メートル、東西約350メートルあり、陣屋としては大規模で、飯野陣屋は越前敦賀陣屋、長州徳山陣屋と並んで日本三大陣屋の一つに数えられていたという。陣屋は大きく分けて本丸・二の丸・三の丸がある東側の内邸（うちやしき）と西側の外邸（そとやしき）に分けられる。

### 内邸
内邸は全体を千葉県史跡に指定されている幅5メートルから6メートル、深さ1.2メートルから2メートルの外濠が囲み、外堀の内側には高さ約2メートルの土塁が築かれている。この外濠と土塁は現在もかなり良く残っている。全体の面積は外濠の面積を含め約128000m2である。元来、内邸への入り口は本丸東側の大手門、三の丸西側の搦手門、そして本丸南側の門の3か所のみであったが、現在はもっと多く、7か所から内邸部分に入ることが可能になっている。
飯野陣屋の本丸と二の丸、三の丸は主軸方向にずれが見られ、本丸と二の丸、三の丸はその築造時期が異なるのではないかとの説もある。

### 本丸

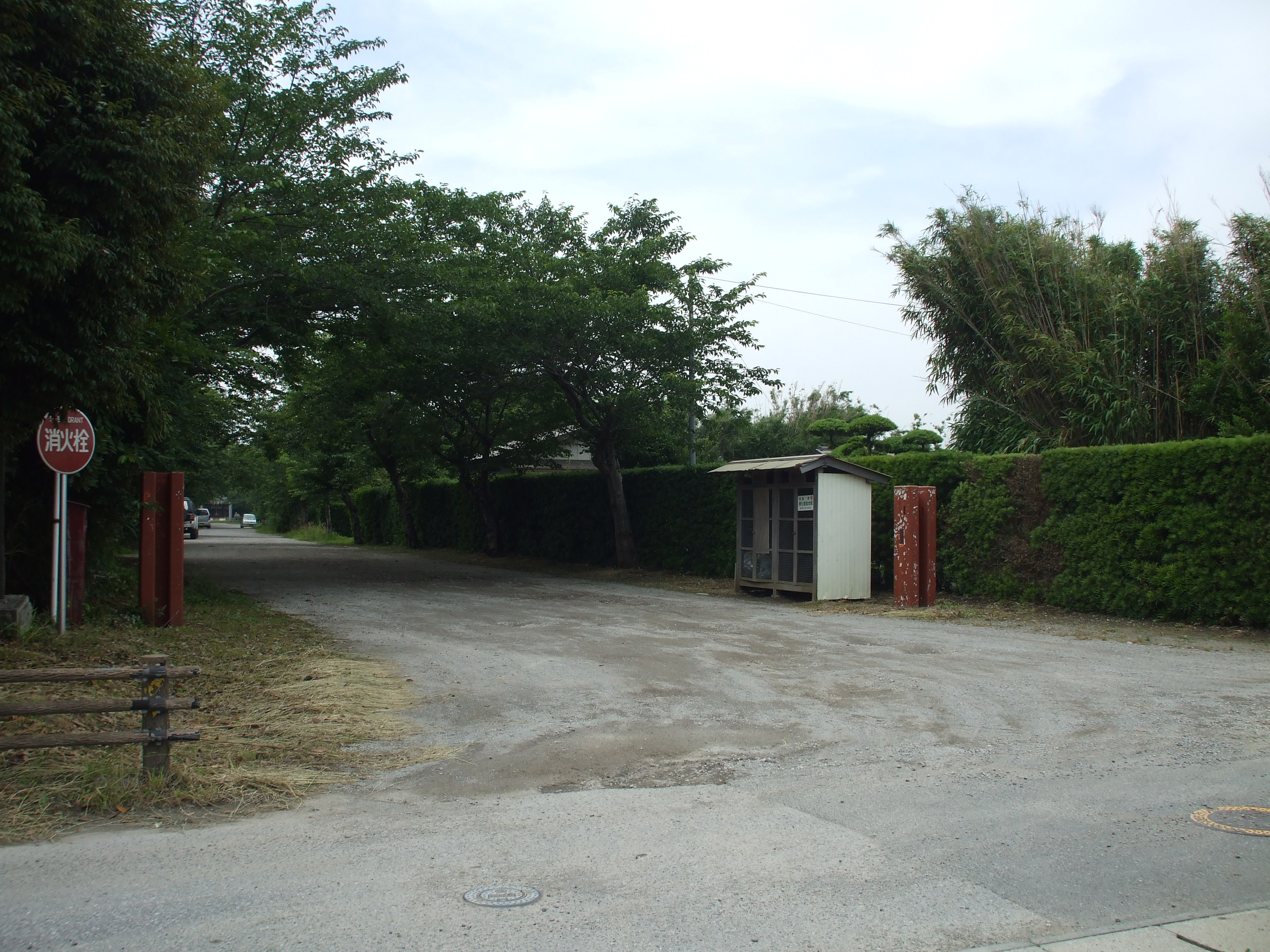
本丸東側にある大手門跡

飯野陣屋東南部、東西約210メートル、南北約160メートルで、面積は約34000m2ある。本丸の北部、西部を取り囲むように二の丸があり、本丸の東部、南部は飯野陣屋の内邸を囲む外濠と土塁に囲まれ、本丸と二の丸の間にもかつては内濠と土塁があったが、現在ほとんど消滅してしまっている。本丸内部には藩主が住む邸、藩庁があった。本丸の東側には大手門があり、また本丸南側にも門があった。
大手門は藩主の邸へ向かう道筋を防御するために、門内に幾重にも折れ曲がった枡形と呼ばれる四角形をした土塁が造られており、複雑な造りとなっていた。枡形も現在そのほとんどが消滅している。
また幕末から明治期の本丸内には、大手門内側の枡形の近くに池があったことが古地図などからわかるが、この池は発掘の結果、18世紀以前と考えられる古い時代の飯野陣屋の濠跡であったことが判明しており、飯野陣屋は改築がなされたことがあることがわかる。また後世池となった濠が造られた後に、大手門内側の枡形が造られたことも判明したが、大手門、大手門枡形の築造時期は今のところ不明である。

### 二の丸
二の丸は本丸の北側と西側とを囲むような鍵形をしており、面積は約31000m2である。本丸と二の丸との間と同じように、二の丸の外側にある三の丸との間にも内濠があったが、現在は一部残存するものの、ほとんど埋め立てられている。なお二の丸西側の内濠は、6世紀末に築造されたとされる前方後円墳、三条塚古墳の外側の周濠を利用して築造されたと考えられている。
二の丸東側外側には枡形の張り出し部分があり、それと対応するように二の丸東側にも張り出し部分が見られる。この張り出し部分から北西方向に向かって、当時の街道筋が伸びており、張り出しは飯野陣屋の街道筋に面する部分の防御を強化するために設けられた施設と考えられている。
二の丸の敷地内には主に上級藩士の邸が並んでいた。その他、二の丸には煙硝蔵と飯野神社があった。煙硝蔵は、終末期古墳の方墳である稲荷塚古墳があった場所に建てられた。飯野神社は本丸側になる東側以外の三方向を土塁で囲まれていたが、現在は三条塚古墳に隣接する西側の土塁のみ、痕跡が残っている。

### 三の丸

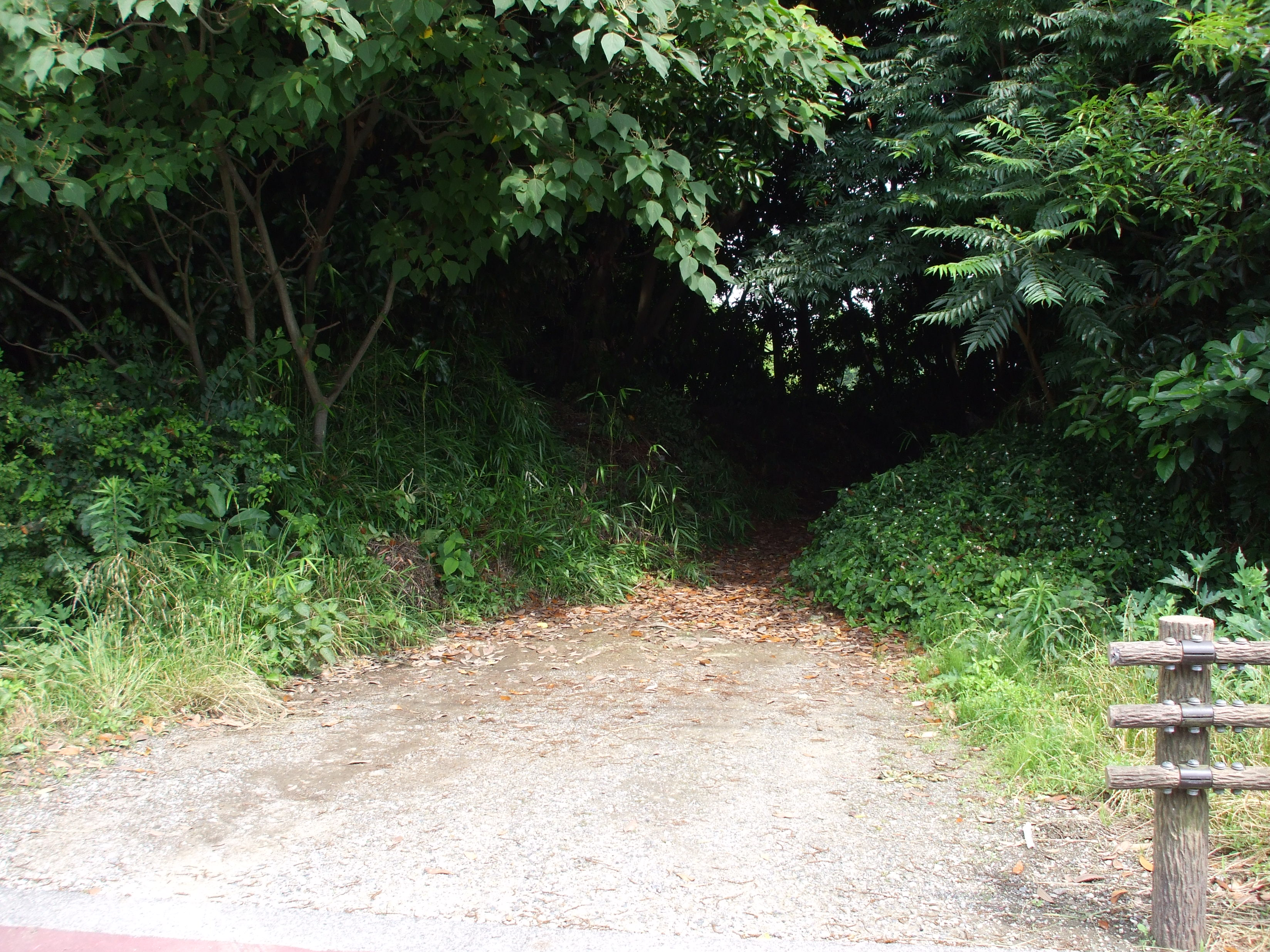
三の丸西側の搦手門跡

三の丸は二の丸の北側と西側とを囲むような鍵形をしている。面積は約51000m2で、内邸では最も広い。三条塚古墳の墳丘南側には二の丸と同じく上級藩士の邸が並び、三の丸西側には搦口に当たる内邸への入り口があった。この入り口から南側は防御のために土塁を二重にしていた。しかし三の丸の多くは雑木林であったようで、西側では墳丘長122メートルの前方後円墳である三条塚古墳が大きな面積を占めていた。
三条塚古墳は当初、飯野陣屋の物見櫓的な役割を果たしていたと考えられている。古墳の東側墳丘の一部を崩して、江戸時代末期、藩校である明進館が建てられた。
また西側の外側周濠は、飯野陣屋三の丸の濠の一部として利用され、飯野陣屋の三の丸西側にある土塁の一部は、三条塚古墳の内周濠と外周濠との間の周堤を利用したものと考えられている。その他、三条塚古墳の墳丘西側には弓の稽古場である角場が設けられていた。

### 外邸
内邸の西側に広がり、総面積約48000m2である。内邸との間は濠で区切られ、外邸と外部との間にも細い濠があった。現在は外邸と外部を区画する濠は埋め立てられている。外邸には中級藩士が住む邸と、下級藩士が住む長屋が9棟あった。

### その他の施設
飯野陣屋外、本丸南側には牢屋があった。牢屋の南側には終末期古墳の方墳である亀塚古墳がある。

## 歴史

### 飯野藩と飯野陣屋の創建
飯野藩の藩主となる保科家は、甲斐武田家の家臣から徳川家康の家臣となり、1600年（慶長5年）以降、信濃高遠藩の藩主となっていた。当時の保科氏の当主であった保科正光は、1617年（元和3年）に徳川秀忠の四男である保科正之を養子とし、正之を後継者とした。
保科正光には実弟である保科正貞がいたが、正光と不仲であったこともあって廃嫡となった。しかし正貞は1629年（寛永6年）に幕臣となり、まもなく上総国飯野を中心に3000石の領地を与えられた。1633年（寛永10年）には4000石の加増が行われ、さらに1648年（慶安元年）には大坂定番に任じられ、関西の摂津中心に1万石の加増がなされ、所領が計1万7000石となり、大名となった。これは保科正之が将軍秀忠の実子として認められたために保科姓から松平姓となる可能性が高くなったことにより、保科家を残すために徳川家光が配慮をしたとも言われている。なお、飯野藩の成立の経緯から、正之を家祖とする会津松平家が、飯野藩主保科家の本家筋となった。
大名となった保科家は、所領が房総と関西に二分されていたため、陣屋も2か所設けられた。上総国飯野と摂津国豊島郡浜村（現大阪府豊中市浜町）である。上総飯野に建てられた陣屋を飯野陣屋と呼び、摂津浜村に建てられた陣屋を浜村陣屋と呼んだ。
飯野陣屋の創建時期については諸説がある。まず早い説としては、保科正貞が上総国飯野に初めて所領を与えられた1629年（寛永6年）説がある。その他1631年（寛永8年）説、保科正貞が大名となった1648年（慶安元年）説、さらには元禄年間（1688年 - 1704年）の四つの説があるが、慶安年間（1648年 - 1652年）に建てられたと考えられている浜村陣屋と同じく、保科正貞が大名になった1648年（慶安元年）説が有力である。
なお、飯野陣屋は規模が大きな陣屋であることと、前述のように防御面を考慮した城郭的色彩も強いことなどから、江戸期、保科氏の陣屋が建てられる以前から城郭があって、古い城郭が幾度かの拡張が行われて飯野陣屋となったのではないかとの説も唱えられているが、これまでの飯野陣屋の発掘結果からは、陣屋は建て替えが行われたことがあるが、江戸時代以前に城郭があったことは証明されておらず、飯野陣屋は現在のところ1648年（慶安元年）に保科正貞が創建したものとされている。

### 飯野藩歴代藩主と飯野陣屋
歴代の飯野藩主は、多くの場合大坂定番や大坂加番といった大阪での勤務に任じられることが多く、また江戸城門番や日光祭礼奉行に任じられることも多く、所領の多くが関西方面にあったこともあって、藩主や上級藩士が千葉の飯野で過ごすことは少なく、飯野陣屋には代官や手代を派遣し、主に江戸の上屋敷や大坂に在住していたものと考えられている。
これは歴代の飯野藩主の中で飯野に墓所があるのが2代保科正景のみであることや、発掘調査の際に発掘される遺物の多くが19世紀台のものであることからも明らかである。

### 幕末から明治にかけての飯野陣屋
飯野藩10代藩主である保科正益は、戊辰戦争時に謹慎処分を受けるが許され、1867年（慶応3年）末には飯野に戻った。その後1869年（明治2年）には各地にあった飯野藩の領地は、全て飯野近郊の82か村に集められ、保科正益は同年の版籍奉還により飯野藩知事となった。この頃、飯野藩の藩士の多くが飯野に在住するようになったと考えられている。
明治4年7月14日（1871年8月29日）、廃藩置県によって飯野県が成立し、飯野陣屋は飯野県県庁となったが、わずか4か月後の11月には木更津県に合併された。
飯野県が木更津県に合併された後も、飯野陣屋の出土品の中に明治前半期にしては珍しい板ガラスが見られることから、しばらくの間は居住を続けていた旧藩士もいたと考えられる。しかし明治中期以降、陣屋内に居住していた旧藩士たちのほとんどが離散して、やがて建物は取り壊されていき、濠と土塁が残る現在の状況になっていった。

## 内裏塚古墳群と飯野陣屋

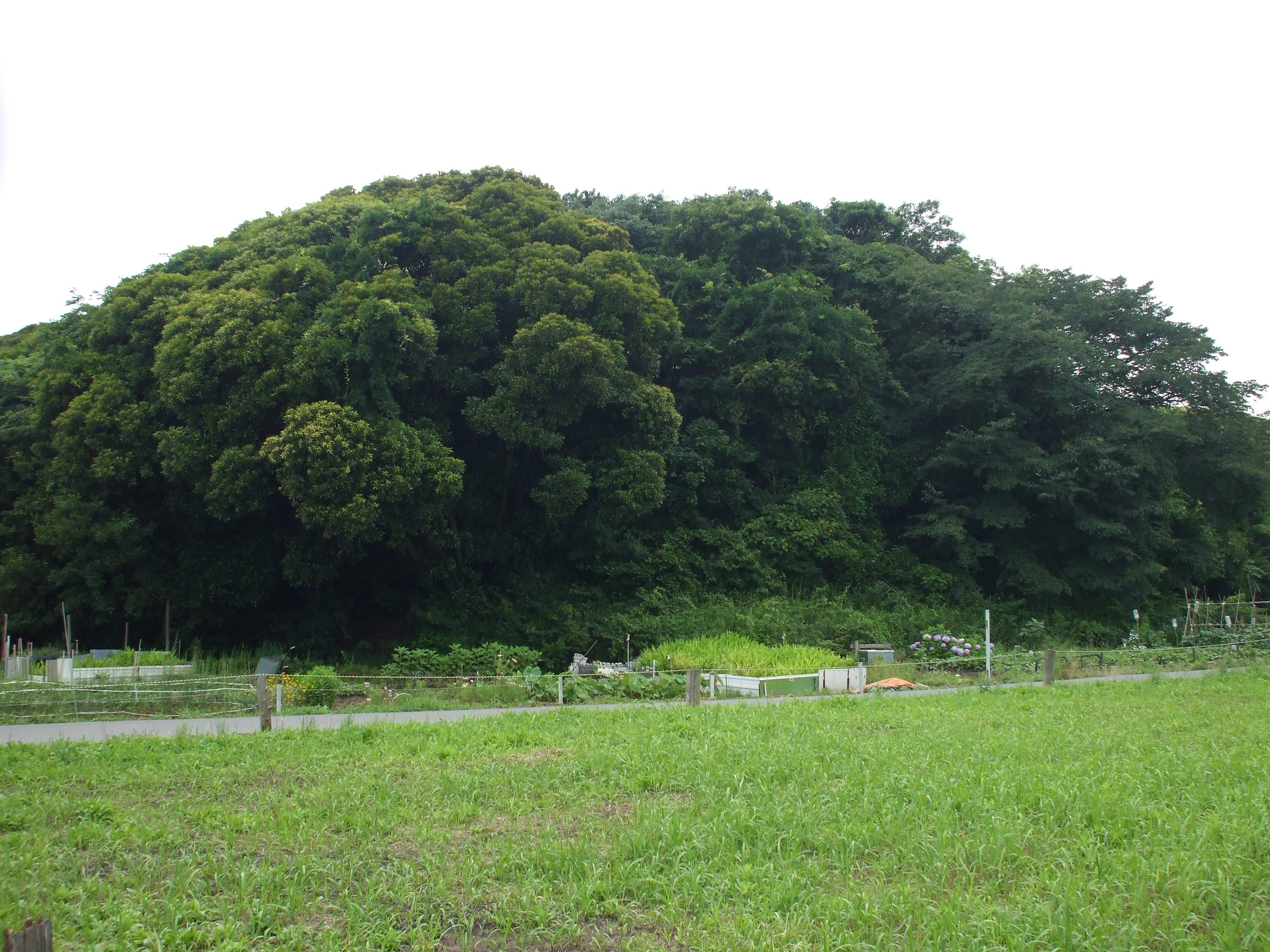
飯野陣屋の敷地内にある三条塚古墳

飯野陣屋の特徴のひとつとして、古墳時代に造営された内裏塚古墳群の中に造られたという点が挙げられよう。陣屋の内部には6世紀末に造られたと推定される墳丘長122メートルの前方後円墳である三条塚古墳と、7世紀に造営されたと考えられる方墳の稲荷塚古墳
があり、また陣屋南側にあった牢屋のそばにはやはり7世紀に造営されたと考えられる方墳の亀塚古墳がある。
また外邸のすぐ北方には三条塚古墳と同時期に造られたと考えられている前方後円墳の蕨塚古墳があるなど、陣屋周辺にも多くの古墳が見られる。
なぜ飯野陣屋が古墳を取り込む形で造られたのかはかっきりとはわからない。また本丸南側には亀塚古墳があるが、本丸が亀塚古墳を避けるように造られているのに対して、二の丸の敷地内にある稲荷塚古墳は煙硝蔵となり、二の丸と三の丸との間の濠や、三の丸と外邸との間の濠が三条塚古墳の外側周濠を利用しているなど、二の丸と三の丸は敷地内の古墳を積極的に利用しており、本丸と二の丸、三の丸とでは古墳の利用の仕方が異なる点を注目する説もある。

## 発掘の経緯
飯野陣屋の跡地は、旧藩士の離散後はその多くが畑地や山林となっていたが、1980年代に入ると開発の手が伸び、住宅の建設が行われるようになった。そのため1981年より随時発掘が行われている。